# Palheiros
Palheiros é uma povoação portuguesa do Município de Murça que foi sede da extinta Freguesia de Palheiros, freguesia que tinha 27,07 km² de área e 332 habitantes (2011), e, por isso, uma densidade populacional de 12,3 hab./km².
A Freguesia de Palheiros foi extinta (agregada) pela reorganização administrativa de 2012/2013, tendo o seu território sido agregado ao da Freguesia de Noura para criar a Freguesia de Noura e Palheiros.

## População
| Número de habitantes | Número de habitantes | Número de habitantes | Número de habitantes | Número de habitantes | Número de habitantes | Número de habitantes | Número de habitantes | Número de habitantes | Número de habitantes | Número de habitantes | Número de habitantes | Número de habitantes | Número de habitantes | Número de habitantes |
| -------------------- | -------------------- | -------------------- | -------------------- | -------------------- | -------------------- | -------------------- | -------------------- | -------------------- | -------------------- | -------------------- | -------------------- | -------------------- | -------------------- | -------------------- |
| 1864                 | 1878                 | 1890                 | 1900                 | 1911                 | 1920                 | 1930                 | 1940                 | 1950                 | 1960                 | 1970                 | 1981                 | 1991                 | 2001                 | 2011                 |
| 451                  | 517                  | 446                  | 432                  | 409                  | 422                  | 544                  | 619                  | 706                  | 736                  | 583                  | 632                  | 542                  | 432                  | 332                  |

(Obs.: Número de habitantes "residentes", ou seja, que tinham a residência oficial nesta freguesia à data em que os censos se realizaram.)

## Património
- Castro de Palheiros